# 二俣川グリーングリーン

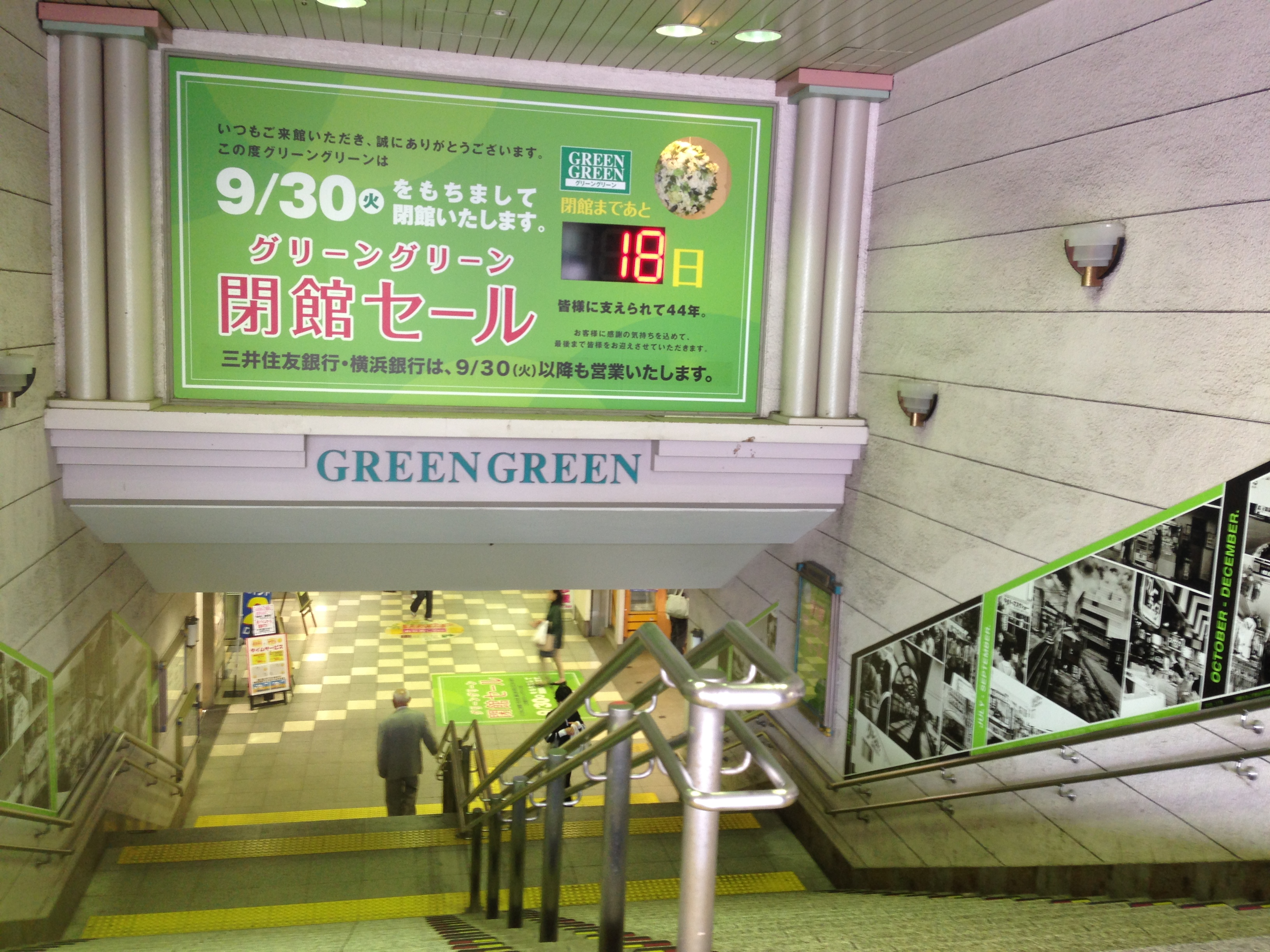
閉館までの日数を表示したカウントダウンボードが、駅改札階へ降りる階段頭上に設置された（2014年9月13日撮影）

二俣川グリーングリーン（ふたまたがわグリーングリーン）は神奈川県横浜市旭区二俣川にかつて所在した、相模鉄道二俣川駅南口の駅ビルである。

## 概要
1969年（昭和44年）7月31日に着工、1970年（昭和45年）9月25日開業。開業を記念して、商業施設では日本初のキャラクターショーとされる「タイガーマスクショー」が行われた。開業当初は地下1階に相鉄家具センター、2階にボウリング場があったが、後に閉鎖された。「グリーングリーン」という名称は相鉄が一般に公募して名づけられたものである。
後述の再開発事業のため2014年（平成26年）9月30日の17時を以って閉館となり、同日17時15分より約15分間の閉館セレモニーも開催され、44年の歴史に幕を閉じた。なお、当ビルに入っていた店舗の一部は、同駅北口の駅ビル「二俣川ライフ」内に移転している。
駅や北口方面に向かう建物内の通路は閉館後も1年近く利用できたが、2015年（平成27年）8月には解体工事に向けて閉鎖され（#ギャラリーの画像参照）、駅〜南口バスターミナル間の迂回路（仮設連絡橋）が設けられた。その後、同年11月に解体工事が開始され、2016年（平成28年）2月頃までには建物の解体がほぼ完了した。

## 再開発による建て替えへ
二俣川駅南口の再開発に伴い、2011年度中に閉鎖しその後に建て替えられる予定となっていたが、事業の遅れなどからその後も営業が継続されていた。しかし、2014年5月には同年9月30日を以って営業を終了することが改めて公表され、告知通りに閉館となった。
閉鎖後の跡地では、当ビルを取り壊した上で29階建ての住宅棟（高さ約99m・421戸）と11階建ての商業・業務棟（高さ約50m、6〜11階の高層部をオフィスとし低層部の商業棟部分は5階建て）などからなる再開発ビルを建設する計画が進められ、大成建設の施工により2015年3月に着工し約3年後の2018年3月に竣工した。
なお、上記の住宅棟および商業・業務棟、駐車場棟などを含めた複合施設全体の名称は「COPRE（コプレ）二俣川」で、このうち商業・業務棟の低層部2〜5階と駅舎ビル内2〜4階（駅舎上部に増築）を合わせた新たな商業施設「JOINUS TERRACE（ジョイナス テラス）二俣川」は2018年4月に開業している（駅舎2階部分のみ同年11月開業）。

## フロア構成
以下は2014年9月30日の閉館時点で存在した店舗である。
2階
そうてつローゼン（衣料品・生活雑貨）、平成横丁（婦人服・和装小物・ボディーケア）、美容室グレース、横浜銀行
1階
専門店街（衣料品・生活雑貨）、生花「グリーンフラワー」、鮮魚居酒屋「仕立屋」、横浜銀行
地下1階
そうてつローゼン（食料品）、食料品専門店街「味のぽけっと」、ミスタードーナツ
地下2階
あおば歯科医院

## ギャラリー

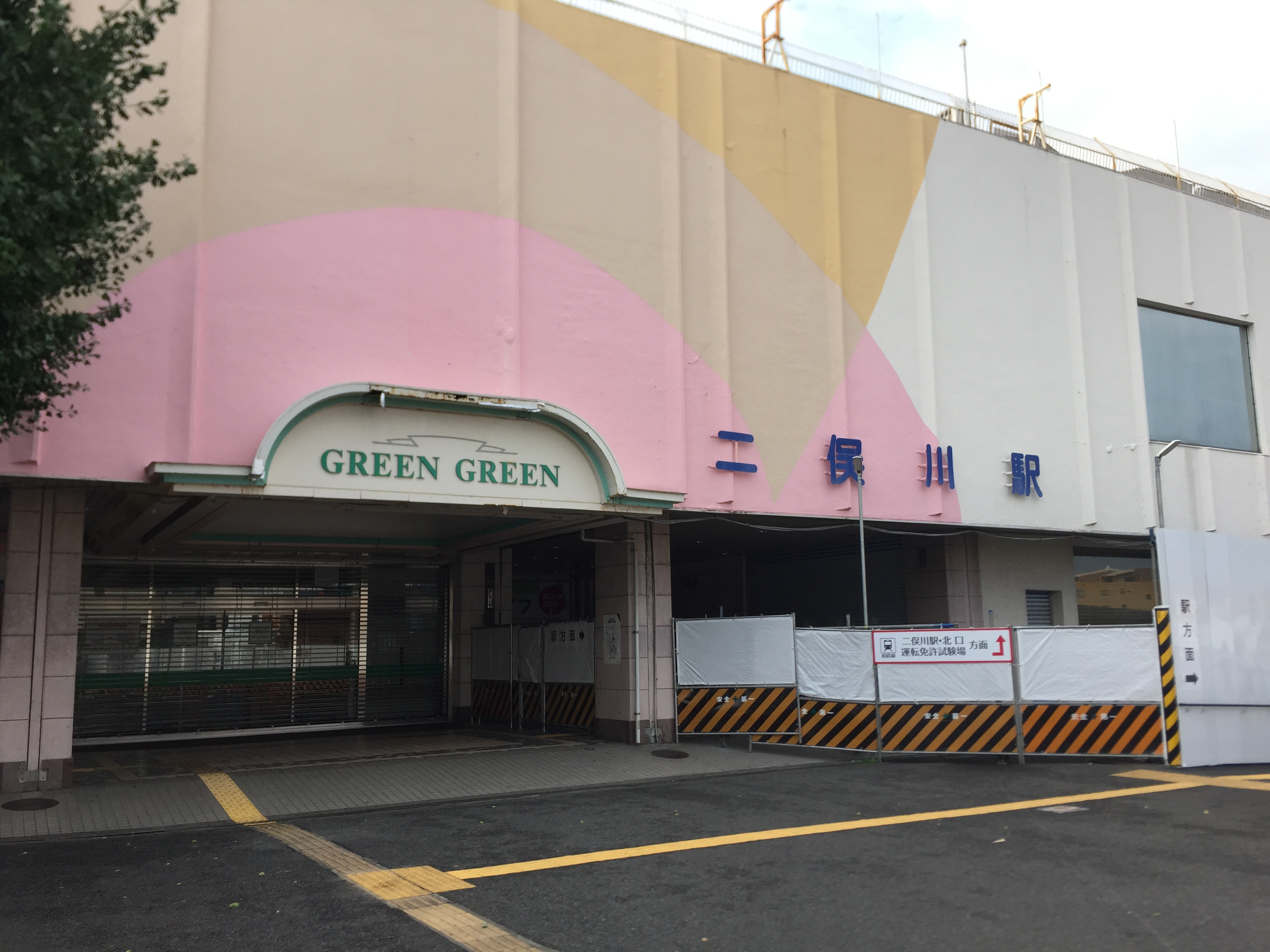
駅および北口方面と接続していた建物内の通路が閉鎖された ※いずれも2015年8月21日撮影
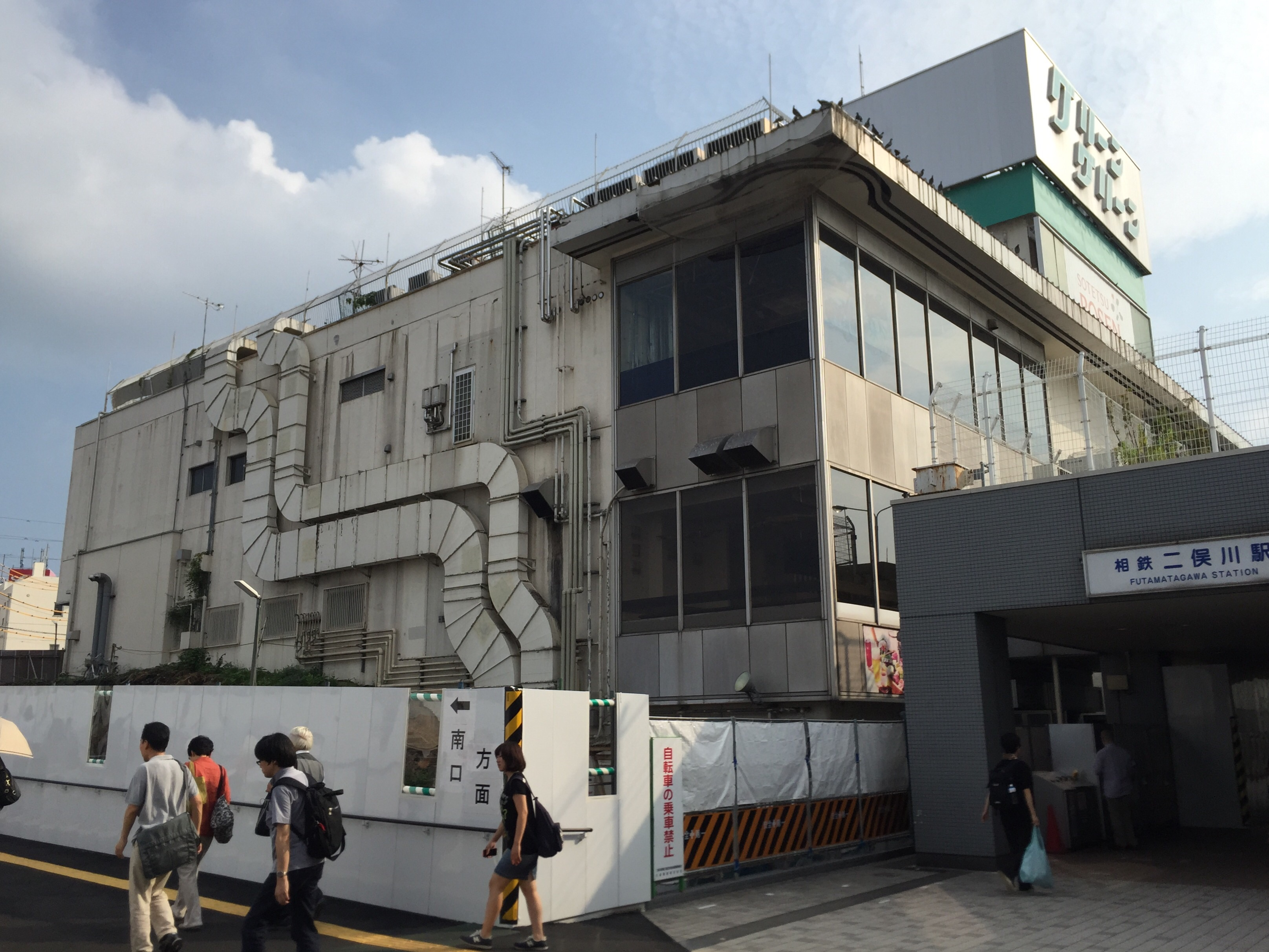
駅側より建物の外観を撮影
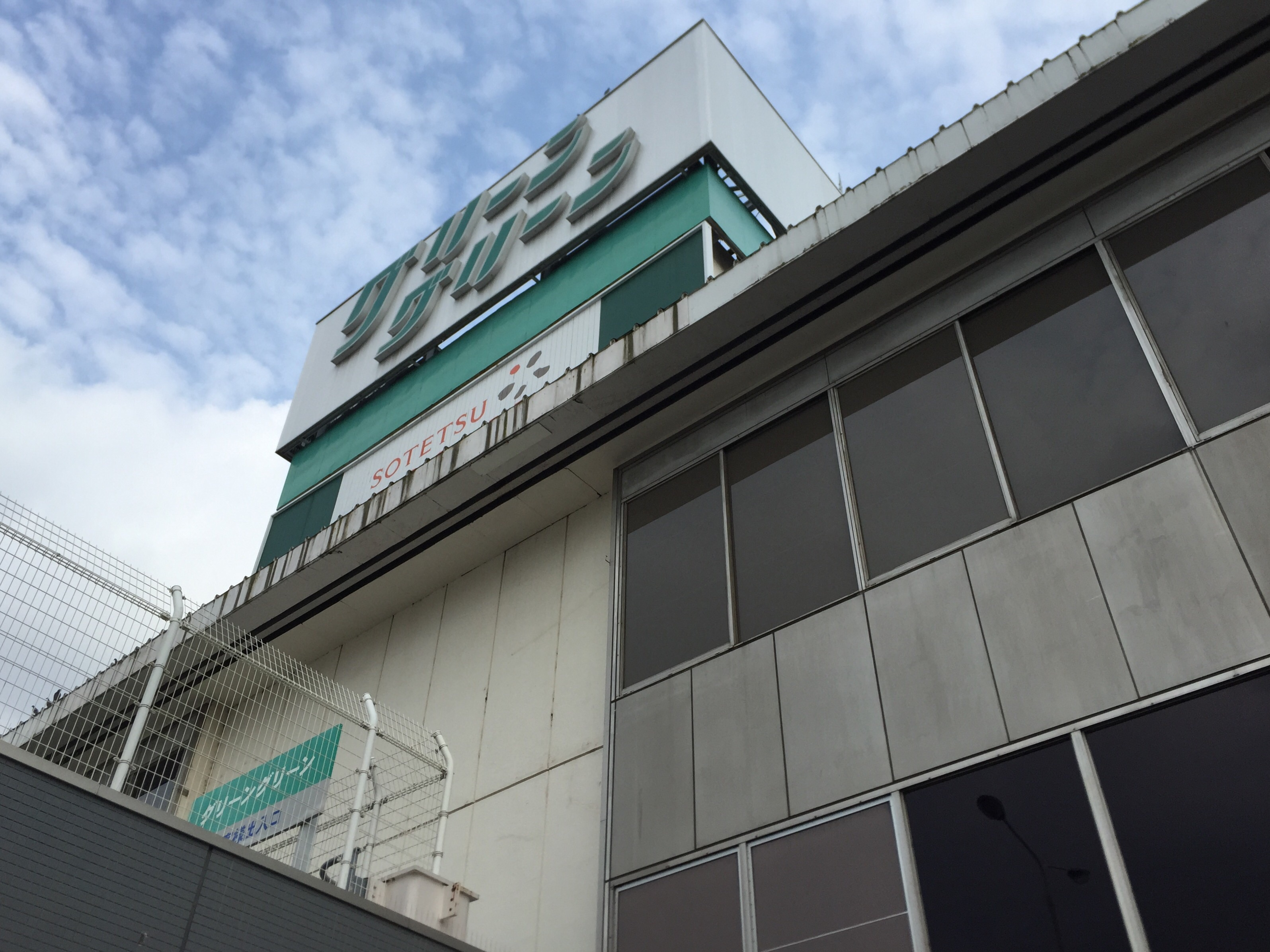
駅側より頭上の看板を撮影

営業していた頃の様子等

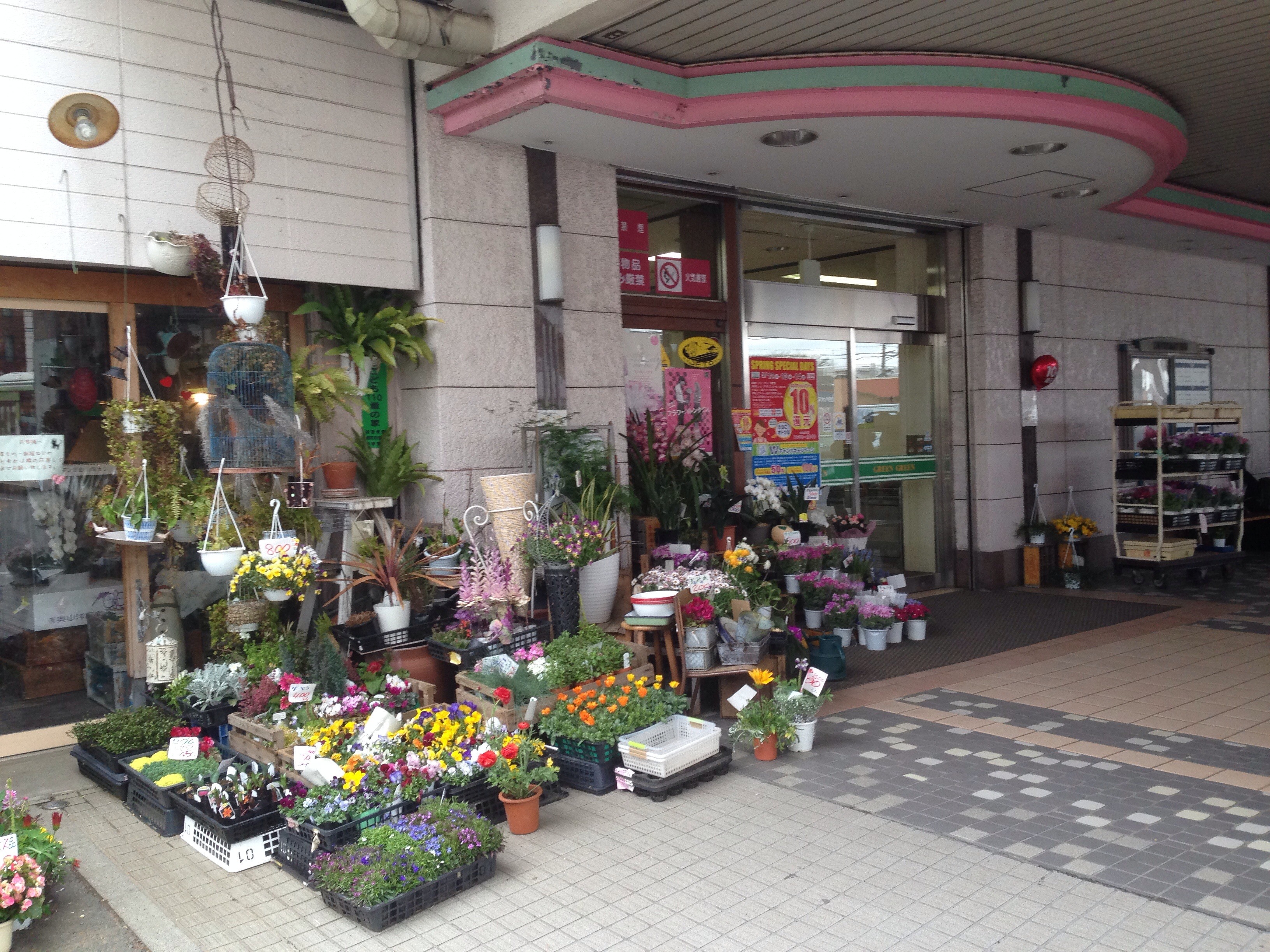
フラワーショップがある西側入口
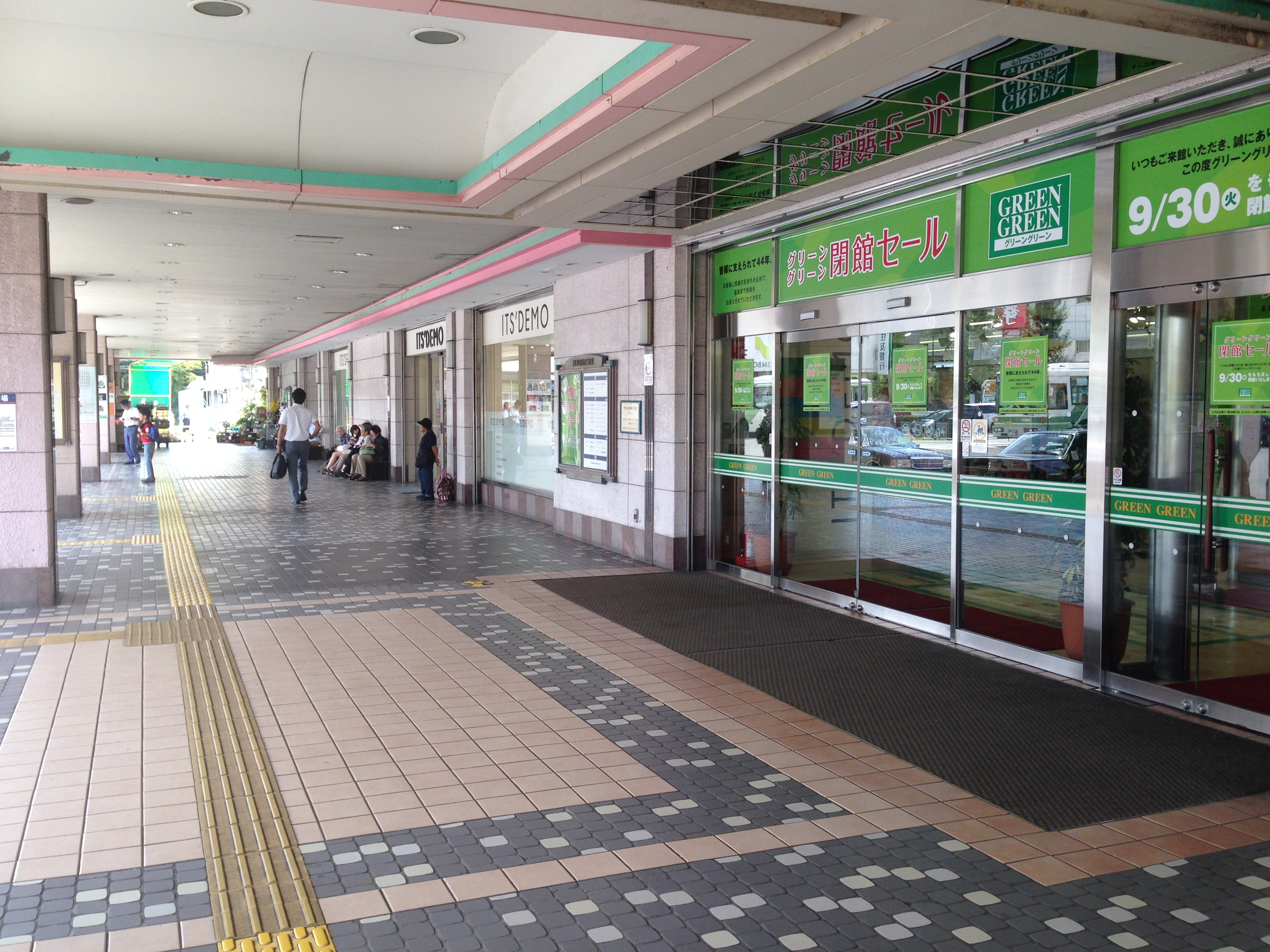
二俣川駅南口バス停が並ぶ通路
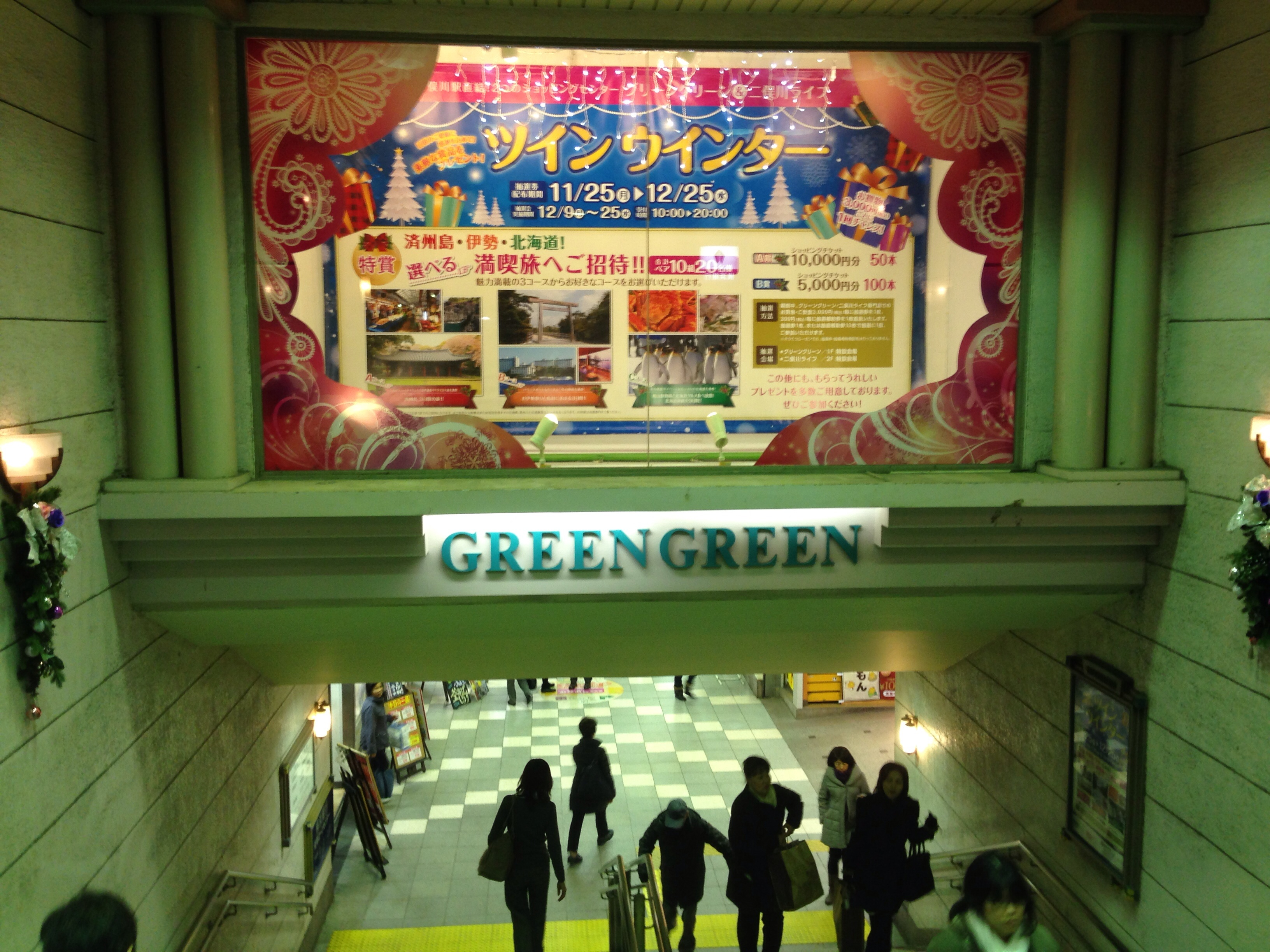
駅改札階（地下1階）へ降りる階段
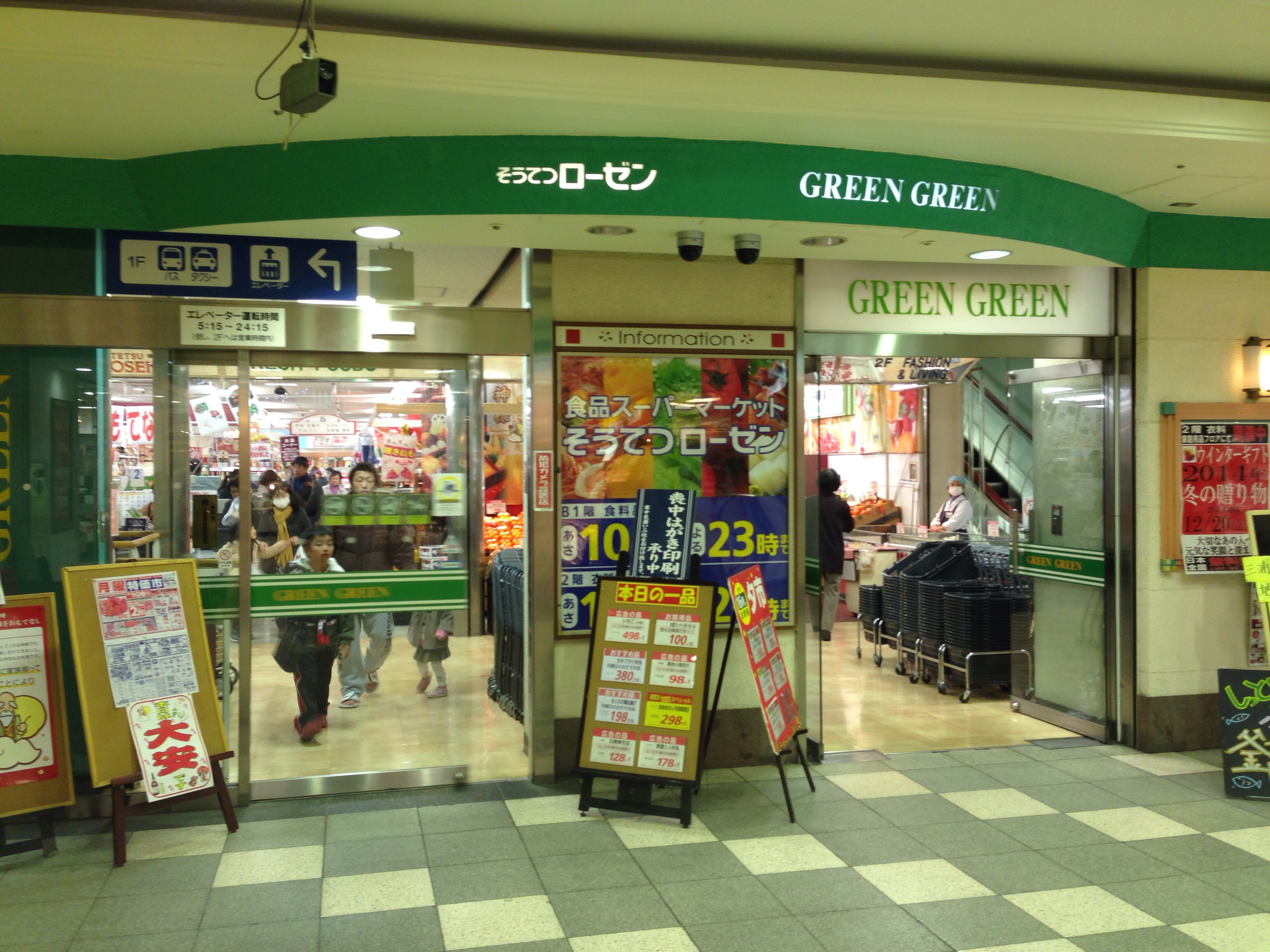
そうてつローゼン（地下1階）
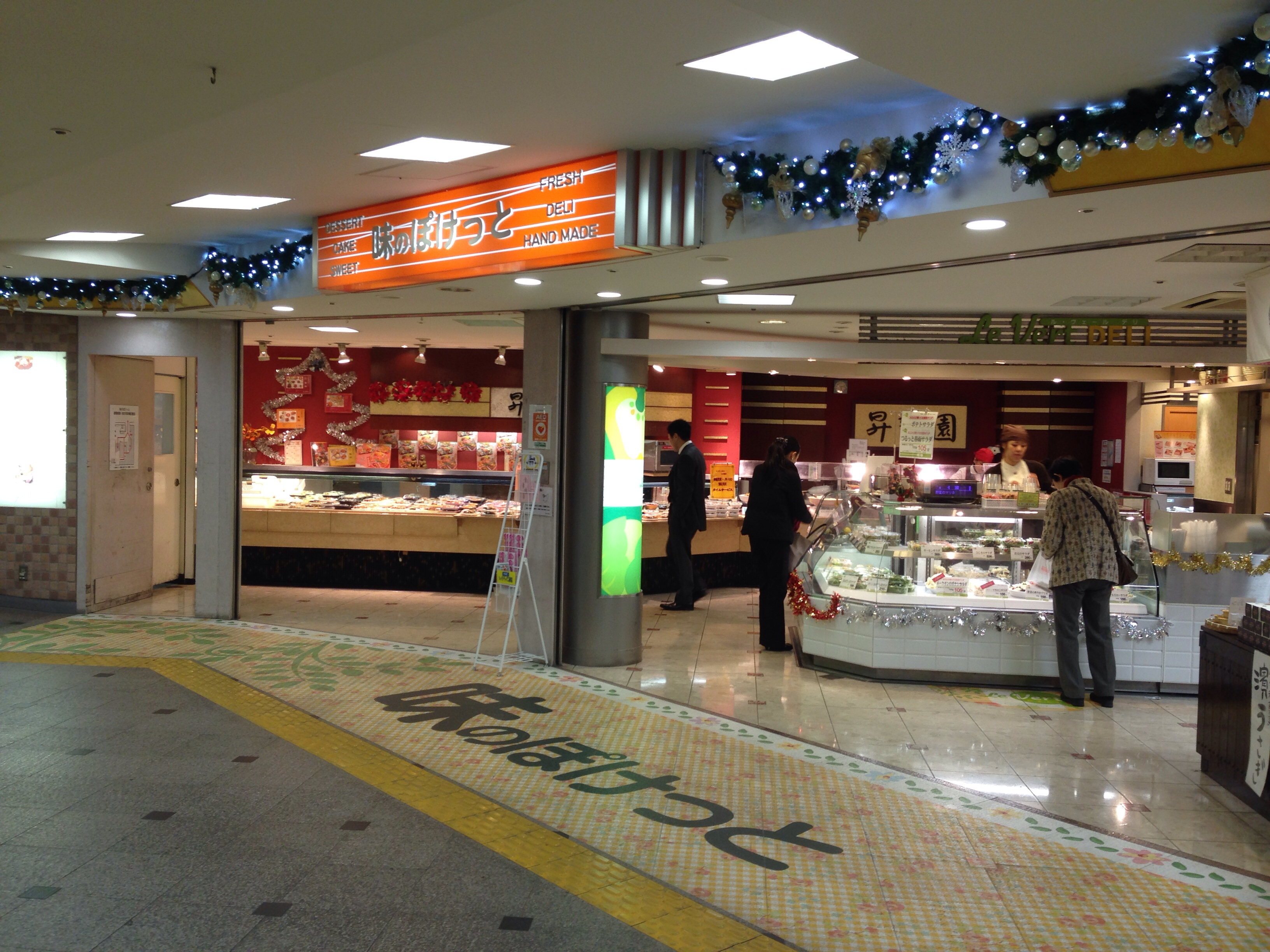
味のぽけっと（地下1階）
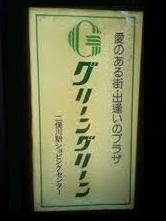
バス停広告（二俣川駅南口、2010年9月撮影）

閉館当日の様子（2014年9月30日）

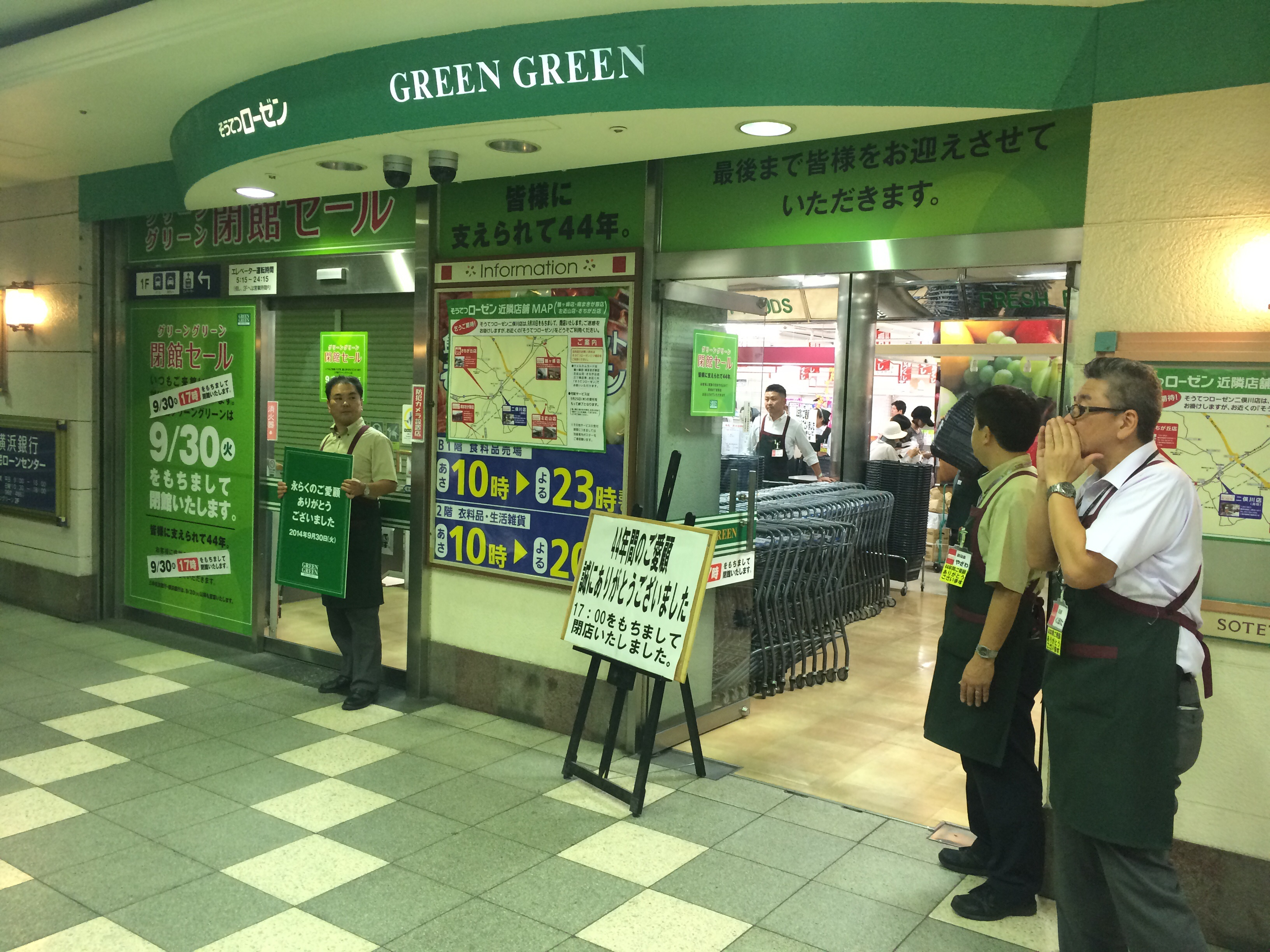
同日にそうてつローゼン二俣川店も閉店となった
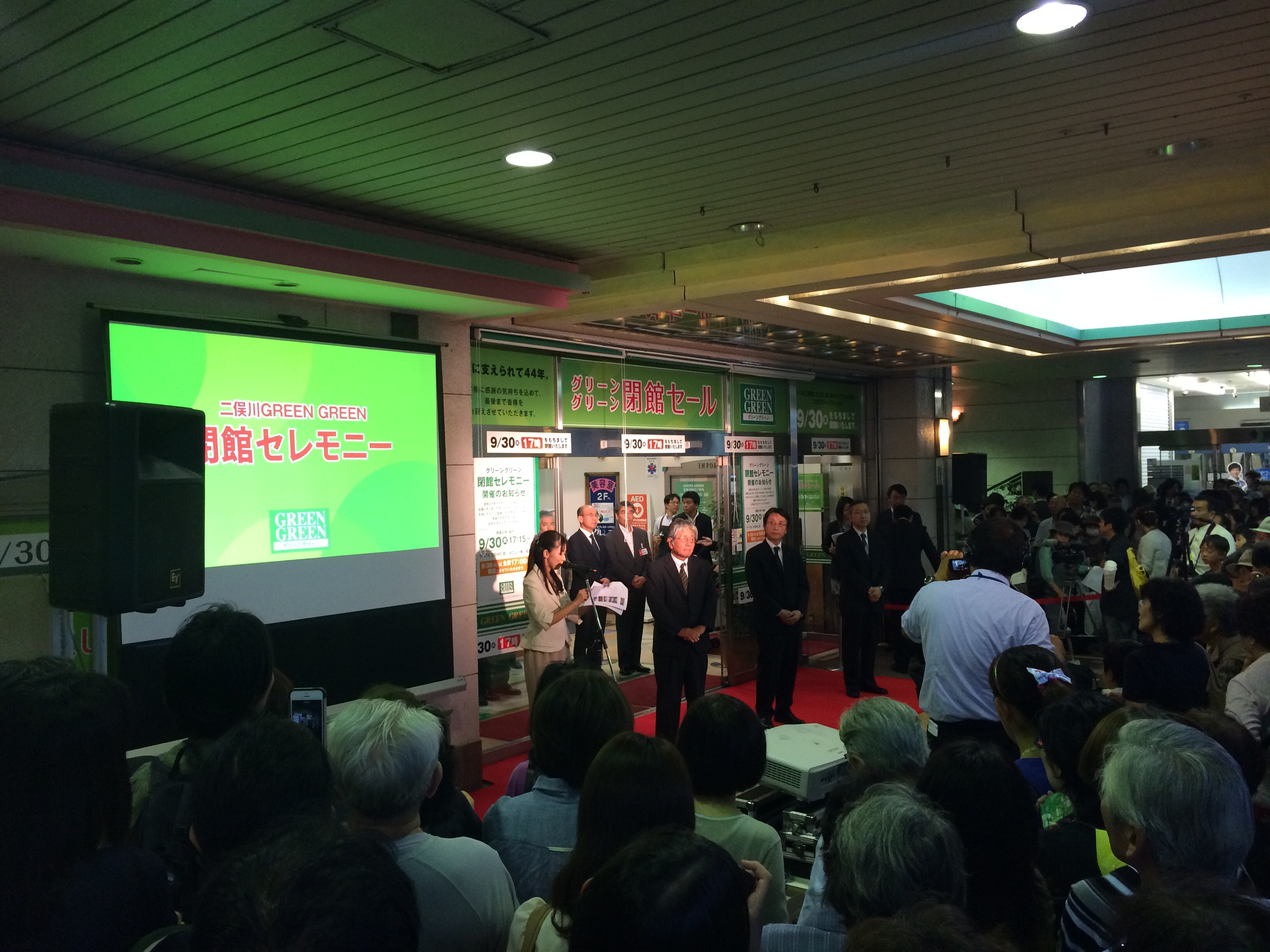
閉館セレモニーの様子
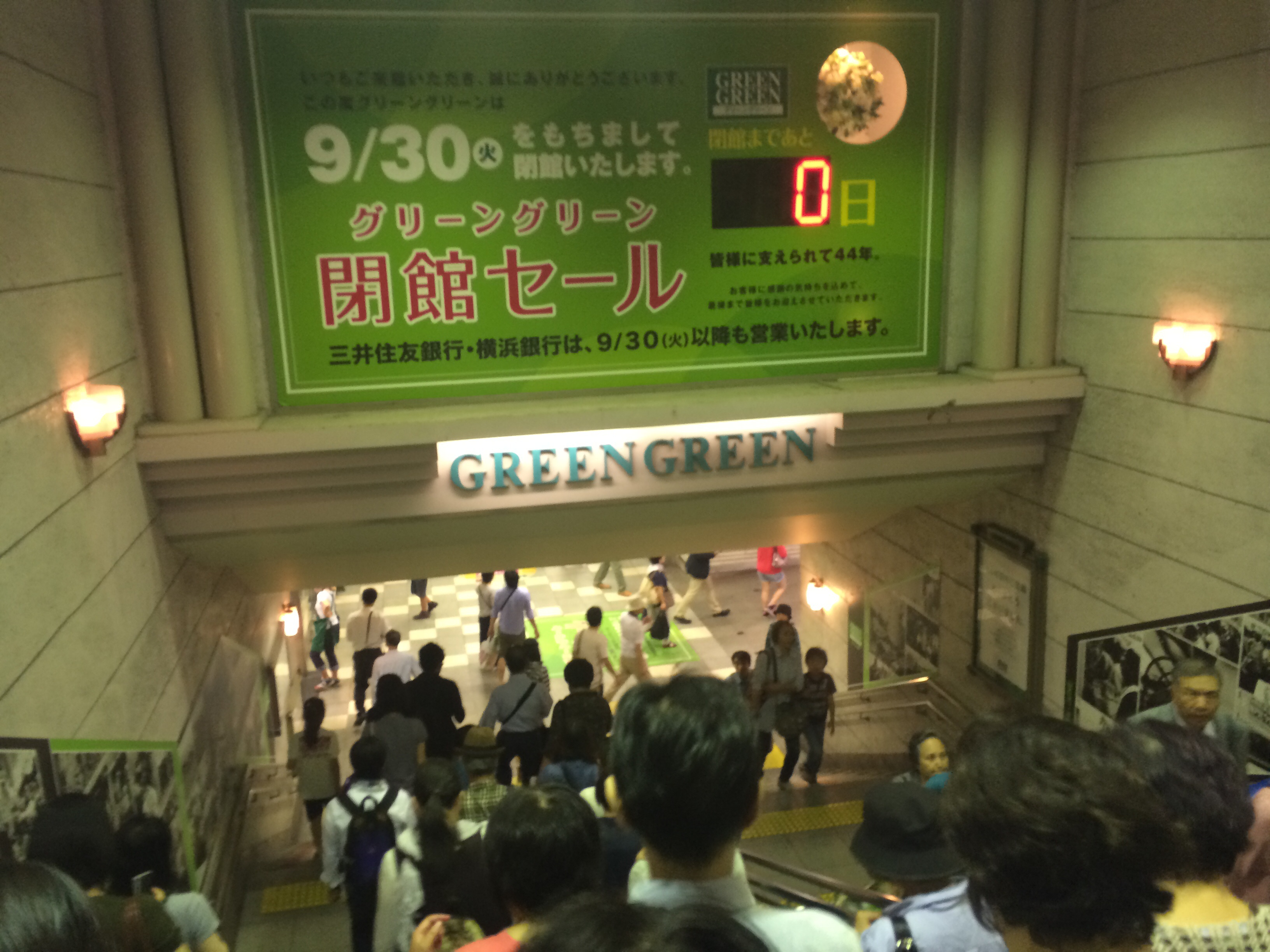
閉館セレモニーにて、カウントダウンボードの日数表示も“0”となった

閉館後の様子（2015年8月：建物内の通路閉鎖）
- 駅および北口方面と接続していた建物内の通路が閉鎖された
※いずれも2015年8月21日撮影
- 駅側より建物の外観を撮影
- 駅側より頭上の看板を撮影

## 参考資料・情報
- 「二俣川グリーングリーン 再開発で来年閉鎖へ 宅地開発とともに歩んだ40年」 タウンニュース〈旭区版〉、2010年7月8日号